# Luis Carlos Camacho Leyva
Luis Carlos Camacho Leyva (Fontibón, 3 de septiembre de 1921-1988) fue un militar, politólogo, catedrático, diplomático, abogado y político colombiano.
Fue designado como Ministro de Defensa de Colombia para el período 1978 - 1982, por el gobierno de Julio César Turbay, siendo el responsable de la aplicación del llamado Estatuto de Seguridad. Como ministro enfrentó los ataques más conocidos de la guerrilla del Movimiento 19 de abril (M-19), y los inicios del narcotráfico en Colombia.

## Biografía
Luis Carlos Camacho Leiva nació en Fontibón, el 3 de septiembre de 1921, en un hogar acomodado con tradición militar y de valores profundamente católicos y conservadores. En el momento de su nacimiento, Fontibón era un municipio independiente de Bogotá.

### Trayectoria
Se graduó como bachiller del Colegio La Salle de Bogotá, y luego ingresó a la Escuela Superior de Guerra.
Ingreso en 1940 a la Escuela Militar, siguiendo el ejemplo de sus hermanos mayores, a pesar del temor de sus padres porque en la época se estaba desarrollando la Segunda Guerra Mundial. En adición adelantó estudios de inteligencia militar en Estados Unidos. Recibió su ascenso como oficial de artillería el 1.º de agosto de 1944. Posteriormente fue enviado como agregado militar en Venezuela.
Se licenció en Derecho y Ciencias Políticas en la Universidad Nacional de Colombia, graduándose con la tesis El Delito Militar en Colombia y en las Naciones Unidas, y luego estudió una maestría en Universidad de Roma, donde se especializó en derecho internacional y ciencias políticas. También fue miembro de número en la Academia Colombiana de Jurisprudencia.
Ocupó varios cargos públicos a la para de su carrera militar, siendo Gobernador del Cauca y del Valle del Cauca,[cita requerida] alcalde militar de Alcalá e Inza, en Cauca; secretario privado de la presidencia de Colombia, secretario general del Ministerio de Justicia, entre otros. Como militar fue auditor superior de guerra del Comando del Ejército Nacional, inspector general de las Fuerzas Militares, y delegado ante el Hospital Militar Central. También fundó la comisaría de Guanía, hoy elevada al rango de departamento.
En mayo de 1974 el gobierno de Misael Pastrana lo ascendió a Comandante del Ejército Nacional de Colombia, permaneciendo en el cargo hasta mayo de 1976, siendo el segundo militar en ocupar el cargo; y luego fue nombrado como ministro de Defensa encargado por el presidente Alfonso López Michelsen.

### Ministro de Defensa (1978-1982)

#### Guerra contra el Movimiento 19 de abril (M-19)
Ya con el rango de General, Camacho fue designado Ministro de Defensa por el presidente Julio César Turbay, el 7 de agosto de 1978. Como ministro, Camacho fue el encargado de dar cumplimiento un polémico decreto conocido como Estatuto de Seguridad, diseñado por él mismo, ya que tenía estudios avanzados en Derecho. Con el decreto, Turbay y Camacho buscaban enfrentar la arremetida del grupo guerrillero M-19, que venía asestando duros golpes al Estado desde 1974.
Pese a la dureza del decreto, Camacho no pudo evitar que el M-19 asestara sus golpes más famososː en el Año Nuevo de 1979 enfrentó la vergüenza nacional cuando un comando del grupo guerrillero se infiltró en el Cantón Norte, en la carrera 7.º con calle 100, centro de depósito de armas del Ejército Nacional, y se llevó todo el armamento resguardado allí, en lo que los guerrilleros denominaron Operación Ballena Azul.
También tuvo que enfrentar en febrero de 1980 la Toma de la Embajada Dominicana, edificación cercana a la Universidad Nacional. Luego de varios meses de negociación el mismo presidente Turbay se vio obligado a intervenir y en abril del mismo año se logró la liberación de los rehenes en Cuba.
En 1981, la armada nacional también asestó un golpe importante al M-19, cuando el 14 de noviembre del mismo año, hundieron un buque con armamento de la guerrilla, conocido como Karina.

#### Universidad Militar Nueva Granada
Gracias a su gestión se inauguró la Universidad Militar Nueva Granada en abril de 1982, meses antes de entregar el cargo. La universidad era anteriormente un centro de estudios exclusivo para la formación profesional de militares, pero con la creación de la facultad de derecho el centro pasó a convertirse en una universidad.

### Últimos años
El 23 de agosto de 1982, Camacho se retiró de las Fuerzas Militares. Luis Carlos Camacho Leiva falleció a los 66 años en Bogotá, en 1988.

## Homenajes
El campus de la Universidad Militar Nueva Granada lleva un complejo nombrado en su honor, ubicado en el municipio de Cajicá y la Facultad de Derecho de la misma, ubicada en Bogotá lleva su nombre. El Batallón de infantería No. 24 ubicado en el Guaviare lleva su nombre.

## Vida privada

### Biografía
Sobre su carácter expresó en su momento Alfonso López Michelsen ː

Era de una personalidad avasalladora... No solo era un hombre de lecturas sino un doctor en derecho de dos universidades: la Nacional de Colombia y la de Roma... Si alguien conocía  las  fronteras  entre  la  disciplina  castrense  y  el  derecho,  era  aquel joven que en los años gloriosos de la ciudad universitaria, asistía vestido con su uniforme militar, a los cursos de Darío Echandía, de Jorge Soto del Corral o de Antonio García, con el mismo espíritu inquieto y el mismo sentido crítico de sus contemporáneos en los bancos universitarios.

Poseía el don de la claridad en la expresión de los más intrincados problemas jurídicos  y,  como  era  un  hombre de carácter, no  vacilaba  en  divulgar  sus convicciones  con  el  rigor  del  catedrático y, en veces, con  agudo  sentidodel humor.

No  fue  imposible  para  que  esta  suma  de  atributos  personales, moviera  al  presidente  Turbay  a  pedirle  que,  como  Ministro  de  Defensa  le explicara al País por la televisión el llamado estatuto de Seguridad. Era una tarea más propia del ministro deGobierno o de Justicia, pero para sorpresa de los colombianos, quien lo explicó en la pantalla chica, haciendo gala de su versación jurídica, fue el Ministro de Defensa.

Respecto de sus pasiones, la revista Semana expresó, en un artículo de agosto de 1982 que Camacho era amante de la ópera y sabía hablar italiano con fluidez, gracias a su estadía en el país cuando estaba estudiando en Roma. La misma revista contó que una vez, él y sus dos hermanos generales (Bernardo y Alberto) fueron retenidos en un puesto de control de la polícia, donde se les pidió que se indentificaran ya que no llevaban sus documentos; pese a que Camacho era el artífice de la medida por el Estatuto de Seguridad, los policías no pudieron reconocerlo y por poco los detienen.

### Familia
Luis Carlos Camacho Leiva era hijo del abogado Alberto Camacho Torrijos y de su esposa Rosa Leiva Camacho, quienes eran parientes entre sí, ya que Rosa era sobrina de Alberto. Luis Carlos era hermano de los también generales Bernardo Camacho, quien fue director de la policía durante los gobiernos de Valencia, Lleras y Pastrana; y de Alberto Camacho Leyva. Tenía 9 hermanos en total.
Su padre era sobrino bisnieto del político neogranadino Joaquín Camacho Mosquera, quien ocupó la presidencia de Colombia como triunviro entre 1814 y 1815, y fue uno de los firmantes del Acta de Independencia de Colombia de 1810. Camacho fue fusilado durante la Reconquista Española, en 1816.
Su madre era sobrina bisnieta del militar y político Domingo Caicedo, tercer presidente de la Gran Colombia, y quien le dio golpe de Estado al entonces presidente Francisco de Paula Santander en 1830, a raíz de su afinidad y amistad personal con el expresidente Simón Bolívar. Caicedo ostentó poco tiempo el poder pues debió entregárselo a Joaquín Mosquera, a pesar de que se convirtió en presidente otras 12 veces más. 
Uno de sus cuñados era el militar Gustavo Matamoros D'Costa, quien llegó a ser comandante de las Fuerzas Armadas colombianas en tiempos del ministerio de Camacho.

### Matrimonio y descendencia
En 1953 Camacho contrajo matrimonio con Berta Quintero Rodríguez, con quien tuvo 4 hijosː Sergio, María Consuelo, Luis Carlos y Elsa Camacho Quintero.
María Consuelo se casó con el político Guillermo Fernández de Soto Valderrama, cuyo hermano, Aníbal, se casó con una de las sobrinas de Camacho, 